# 今磯純子
今磯 純子（いまいそ じゅんこ）は、日本の看護学者（地域看護学）。学位は博士（保健学）（金沢大学・2012年）。関西福祉大学看護学部教授・大学院看護学研究科教授。
三重県立看護大学看護学部助手、日本赤十字豊田看護大学看護学部助手、石川県立看護大学看護学部准教授、静岡県立大学看護学部准教授などを歴任した。

## 来歴

### 生い立ち
神戸大学に進学し、文学部の西洋比較文学科にて学んだ。1990年3月、神戸大学を卒業した。その後、大分医科大学に学士入学し、医学部の看護学科にて学んだ。1998年3月、大分医科大学を卒業した。なお、のちに名古屋大学の大学院に進学し、医学系研究科にて学んだ。2008年3月、名古屋大学の大学院における博士前期課程を修了した。それに伴い、修士（看護学）の学位を取得した。さらに、金沢大学の大学院に進学し、医学系研究科にて学んだ。在学中は在宅介護について研究しており「Differences in home-based family caregiving appraisal for caregivers of the elderly in rural and urban Japanese communities」と題した博士論文を執筆した。2012年3月、金沢大学の大学院における博士後期課程を修了した。それに伴い、博士（保健学）の学位を取得した。

### 研究者として
大分医科大学を卒業後、2002年4月より三重県立看護大学に勤務することになり、看護学部の助手を務めた。2004年に日本赤十字豊田看護大学が発足すると、同年4月に日本赤十字豊田看護大学に転じ、看護学部の助手を務めた。
その後、名古屋大学大学院で学び、博士前期課程修了後は2008年4月より石川県立看護大学に勤務することになり、看護学部の講師に就任した。看護学部においては、主として看護学科の講義を担当し、地域看護学を受け持った。2010年4月には、石川県立看護大学にて看護学部の准教授に昇任した。
その後、金沢大学大学院で学び、博士後期課程修了後は2012年4月より静岡県立大学に勤務することになり、看護学部の准教授に就任した。看護学部においては、主として看護学科の講義を担当し、公衆衛生看護学を受け持った。同時に、静岡県立大学の大学院においては、看護学研究科の准教授も兼務した。看護学研究科においては、主として看護学専攻の講義を担当し、地域看護学を受け持った。その後、関西福祉大学に転じ、看護学部の教授に就任した。また、関西福祉大学の大学院においては、看護学研究科の教授も兼務した。

## 研究
専門は看護学であり、特に地域看護学などに関する分野の研究に従事した。具体的には、地域における看護師とそれ以外の職種との連携についての研究に取り組んだ。また、介護者についての研究に従事した。
学術団体としては、日本公衆衛生学会、日本地域看護学会、日本赤十字看護学会、全国高齢者ケア協会、などに所属した。

## 略歴
- 1990年 - 神戸大学文学部卒業[1]。
- 1998年 - 大分医科大学医学部卒業[1]。
- 2002年 - 三重県立看護大学看護学部助手[5]。
- 2004年 - 日本赤十字豊田看護大学看護学部助手[5]。
- 2008年 - 名古屋大学大学院医学系研究科博士前期課程修了[1]。
- 2008年 - 石川県立看護大学看護学部講師[5]。
- 2010年 - 石川県立看護大学看護学部准教授[5]。
- 2012年 - 金沢大学大学院医学系研究科博士後期課程修了[1]。
- 2012年 - 静岡県立大学看護学部准教授[5]。
- 2012年 - 静岡県立大学大学院看護学研究科准教授。